# Ponte medievale di Campo Ligure
Il ponte medievale di San Michele o di Adelasia o Adelaide è un ponte ad arco del comune di Campo Ligure nella città metropolitana di Genova.

## Storia e descrizione

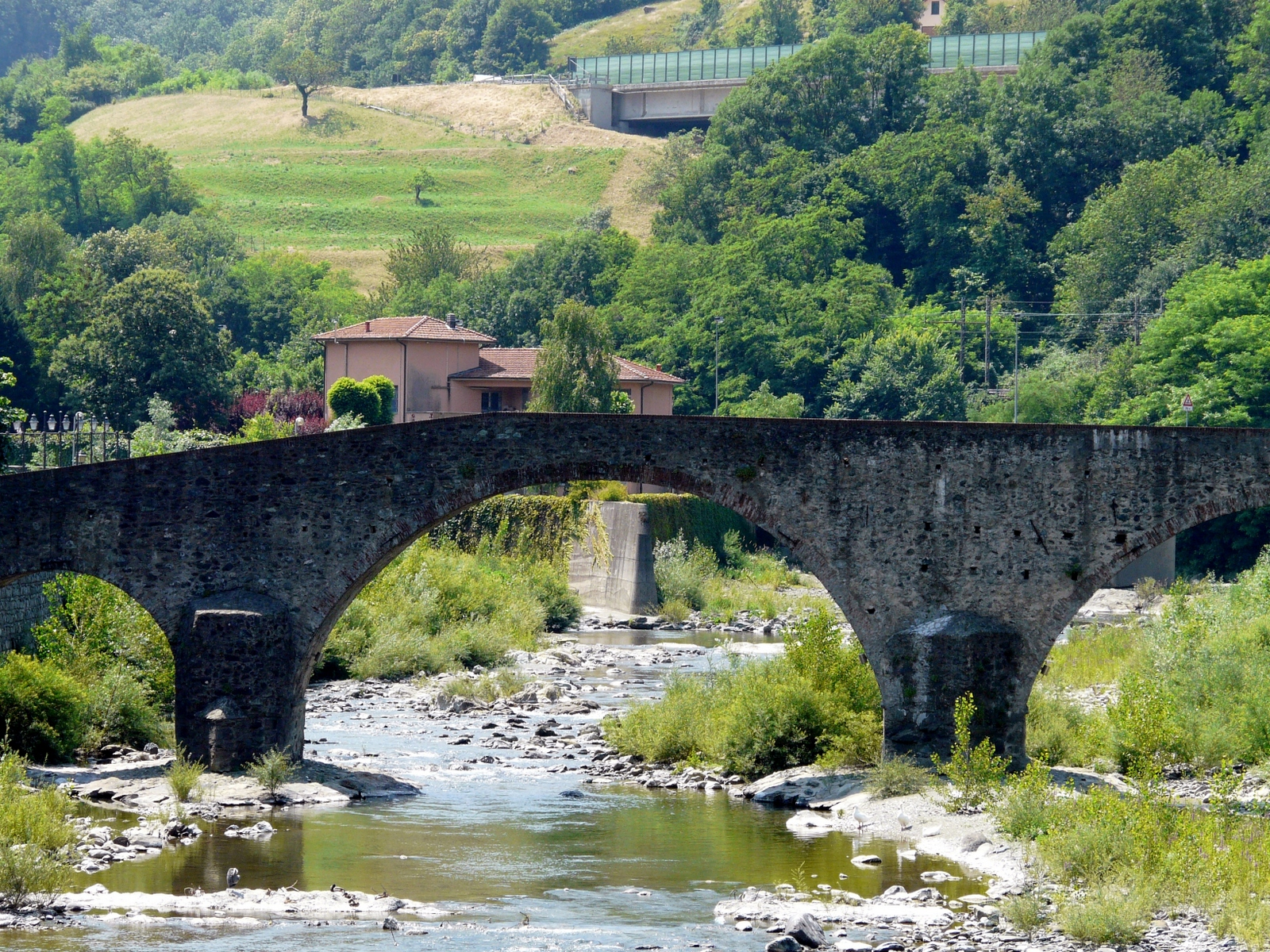
Lato di valle

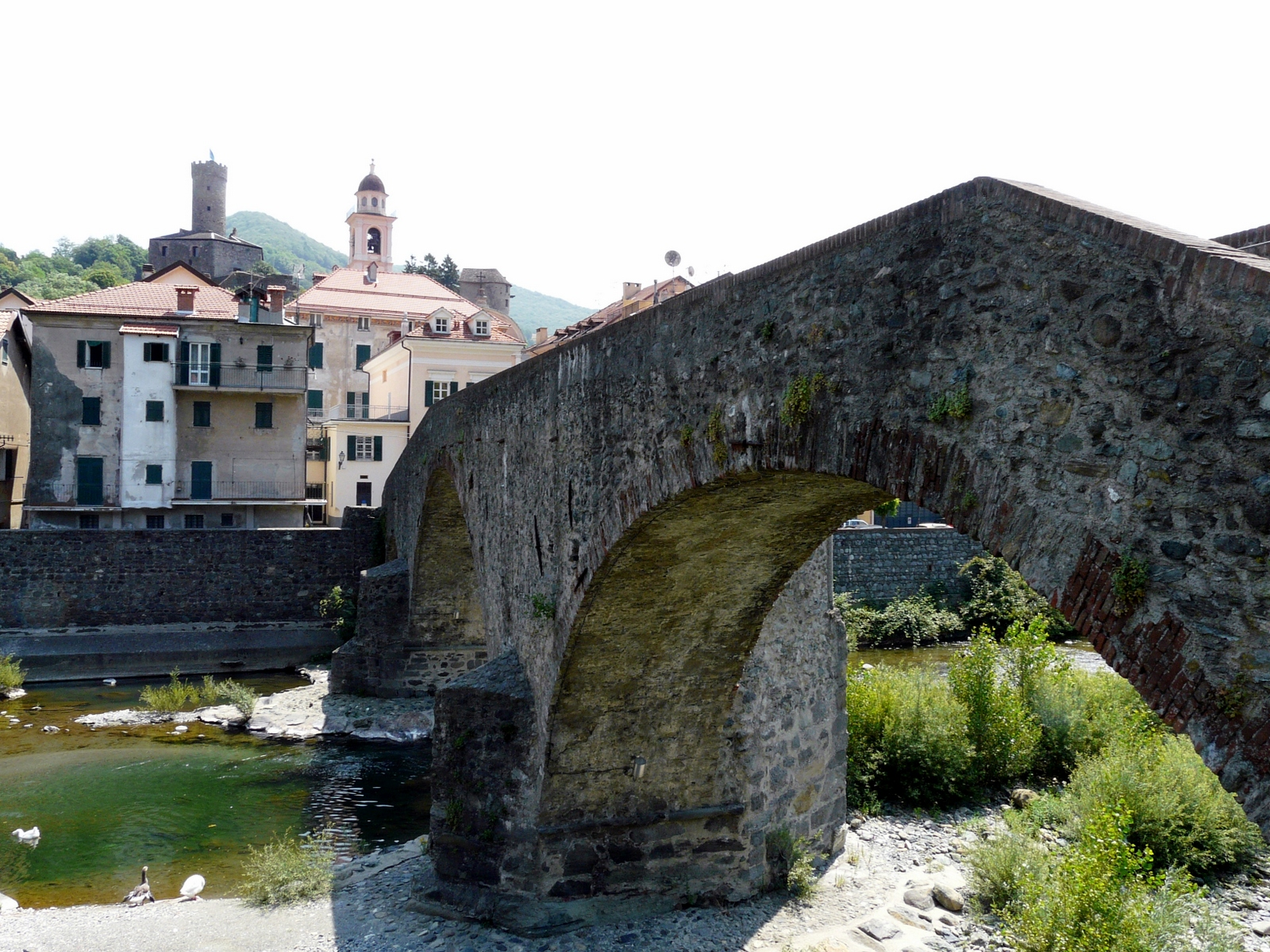
Lato di valle

Il ponte medievale, sovrastante il torrente Stura, fu realizzato nel IX secolo ed articolato in quattro campate litiche.
Un'inondazione durante l'alluvione del 26 agosto 1702 provocò la demolizione di una parte del manufatto lasciando quasi intatta la prima arcata verso il centro abitato. Il ponte fu completamente ricostruito in legno nel 1721, ma due altre violente alluvioni, nel 1737 e nel 1747, lo demolirono del tutto.
Nuovamente rifatto in legno, già nel 1765 presentava una situazione di degrado tale da rendere pericolo il transito; la popolazione campese sollecitò agli Agenti della Comunità la ricostruzione in muratura del ponte. L'opera di riedificazione iniziò con il progetto del 1810 che ebbe attuazione a fine 1813, ma con travature in legno poggianti sui pilastri del 1795 appena rabberciati e poco sicuri.
Nel 1822-1823 venne ricostruito il pilastro centrale, quello a tutt'oggi esistente, su progetto dell'architetto Ippolito Cremona. Nel 1836-1837 venne avviata la costruzione in pietra del ponte che crollò appena terminato, ma non per la grande alluvione del settembre 1837, bensì per l'imperizia del costruttore. Finalmente nel 1841, su progetto dell'ingegnere campese Matteo Giuseppe Leoncini, il ponte fu ricostruito.